# Trappola per topi (Christie)
Trappola per topi è una commedia di genere poliziesco di Agatha Christie che l'autrice trasse dal proprio racconto Tre topolini ciechi, a sua volta ricavato dall'omonimo radio-dramma: il debutto avvenne il 6 ottobre 1952 a Nottingham e, dopo una tournée in altre sei città inglesi, l'allestimento giunse all'Ambassadors Theatre di Londra il 25 novembre seguente, giorno dal quale è rimasto in cartellone ininterrottamente fino al 2020 – cosa per cui già dagli anni settanta detiene il primato mondiale di spettacolo più rappresentato nello stesso teatro.
È stato l'unico esempio di dramma rappresentato, ininterrottamente ogni giorno, a partire dal debutto (prima all'Ambassadors, dal 1974 nel teatro St Martin's).
Le rappresentazioni sono state interrotte il 16 marzo 2020 a causa della pandemia di COVID-19. Sono quindi riprese il 17 maggio 2021 dopo una pausa durata 14 mesi e un giorno.

## Trama
Il dramma si svolge nella pensione familiare Monkswell Manor, nella campagna inglese. Mollie e Giles Ralston ricevono i loro primi cinque ospiti. Ma è in corso una bruttissima bufera di neve. La sera stessa la radio trasmette la notizia di un omicidio avvenuto a Paddington, la cui vittima è un'anziana donna.
Nel frattempo nell'albergo arrivano degli strani clienti, ognuno dei quali sembra avere qualcosa da nascondere, qualche segreto forse legato a un fatto di sangue avvenuto molti anni prima. La locanda resta isolata a causa della tormenta e anche il telefono viene isolato, ma prima che ciò avvenga arriva alla pensione il sergente Trotter della polizia di Scotland Yard, in missione per proteggere ospiti e albergatori da un oscuro assassino psicopatico intenzionato a colpire nuovamente.
Poco dopo viene ucciso uno degli ospiti, la signora Boyle. Trotter indaga sull'assassinio e mette Mollie e Giles l'uno contro l'altro, facendo in entrambi sorgere il sospetto che l'altro abbia una relazione extra-coniugale.
Trotter ricostruisce la scena del delitto con l'aiuto di tutti i clienti della pensione e, quando si trova da solo con Mollie, prova a ucciderla perché la ritiene tra i colpevoli  della morte prematura del fratello, morto per le privazioni subite dalla anziana donna che era morta a Paddington. La signora Boyle era il giudice che aveva affidato i bambini alla coppia di contadini mentre Mollie era l'insegnante del fratellino, il terzo "topolino". Il bambino diventato vittima dei contadini le aveva scritto una lettera in cui descriveva gli abusi subiti. Sfortunatamente Mollie si era ammalata, la lettera era finita tra le altre e  aveva potuto leggerla solo dopo la morte del bambino. 
Ma con l'intervento della signorina Casewell, che era la sorella di Trotter, e del maggiore Metcalf, inviato da Scotland Yard come cliente della pensione per proteggere i Ralston e gli altri ospiti, Trotter sarà disarmato e arrestato.

## Personaggi
Il dramma si svolge in un ambiente chiuso e ha un ristretto numero di personaggi:
- Mollie: una donna sui ventotto anni, graziosa e disinvolta;
- Giles: marito di Mollie, è il classico giovanotto quadrato e serio, dotato di una grande sicurezza;
- Christopher Wren: intimorito dalla propria realtà, ma non della fantasia, né dell'orrore o dell'arte;
- Signora Boyle: un'amante della rispettabilità, esasperante scocciatrice, scopre difetti in chiunque le capiti a tiro, per nascondere a sé stessa il suo estremo squallore;
- Signorina Casewell: donna chiusa e non sempre gradevole, è una vittima che lotta duramente per non esserlo. Porta sempre con sé il New York Times;
- Signor Paravicini: altrettanto problematico, ma estroverso;
- Maggiore Metcalf: un maggiore in pensione;

- Sergente Trotter: un sergente di polizia di Scotland Yard.[3]